# Paysage au Pouldu
Paysage au Pouldu – ou Jeune Bretonne au bord de la rivière – est un tableau réalisé par le peintre français Paul Sérusier en 1890. De format horizontal, cette huile sur toile est un paysage qui représente un coteau arboré au Pouldu, un village côtier de la commune de Clohars-Carnoët, dans le Finistère. Une femme en costume breton s'y tient debout au bord d'une rivière au premier plan. Reçue en don en 1979, l'œuvre est conservée au musée des Beaux-Arts de Houston, à Houston, au Texas, dans le Sud des États-Unis.